# Chad (argot)
Pour les articles homonymes, voir Chad.
Ne doit pas être confondu avec Tchad.
Chad est un terme argotique pour parler de quelqu’un de vertueux, sur différents plans : physique, cognitif, social etc….
Le terme « chad » est souvent utilisé pour désigner une personne pour laquelle on a de l’estime, que l’on respecte, voire que l’on apprécie.
Cette expression est utilisée notamment dans les milieux masculinistes des pays anglophones et largement sur le web, notamment dans les mèmes internet.

## Origine
Le terme est originaire de Chicago et se référerait à l'origine de manière péjorative à un jeune homme urbain américain, généralement célibataire et dans la vingtaine ou dans les débuts de la trentaine.
Chad a été utilisé par un site Web satirique consacré à la Lincoln Park Chad Society, un club social fictif basé dans le quartier chic de Lincoln Park à Chicago. À l'origine, un Chad désignait un homme originaire des banlieues aisées de North Shore à Chicago (Highland Park, Evanston, Deerfield, Northbrook, Glenview, Glencoe, Winnetka, Wilmette et Lake Forest), recevant une BMW pour son 16e anniversaire, obtenant un diplôme en droit ou en commerce d'une université des Big Ten, appartenant à une fraternité, déménageant à Lincoln Park, épousant une « Trixie », une jeune femme dans la même situation, souvent issue de bonne famille, et faisant des études de droit pour pouvoir rencontrer un « bon parti ». Ensuite, Chad retournera dans la banlieue de North Shore.

## Dans le milieu des incels
Les incel ont défini d'autres types de Chad, qui diffèrent selon l'ethnie et la nationalité. Parmi ces différents types de Chad, on peut citer notamment Tyrone, qui est un Chad afro-américain.
En raison de sa caractérisation comme étant génétiquement doué et privilégié, le terme Chad est utilisé à la fois de manière péjorative ou méliorative sur les forums incel,,.
L'homologue féminin du Chad, en argot, est la Stacy,,,,.